# اوسامو هنری اییوها
اوسامو هنری اییوها (انگلیسی: Osamu Henry Iyoha؛ زادهٔ ۲۳ ژوئن ۱۹۹۸) بازیکن فوتبال اهل ژاپن است.
از باشگاه‌هایی که در آن بازی کرده‌است می‌توان به باشگاه فوتبال سانفریس هیروشیما اشاره کرد.